# Лаго Анђела (Потенца)
Лаго Анђела (итал. Lago Angella) је насеље у Италији у округу Потенца, региону Базиликата.
Према процени из 2011. у насељу је живело 17 становника. Насеље се налази на надморској висини од 584 м.